# دبليو. إس. فان دايك
وودبريدج سترونغ «دبليو. إس.» فان دايك الثاني (وودي) (بالإنجليزية: W. S. Van Dyke)‏ (21 مارس 1889 - 5 فبراير 1943) هو كاتب ومخرج سينمائي أمريكي صنع العديد من الأفلام الناطقة الأولى الناجحة، بما فيها طرزان ذي إيب مان في عام 1932 وذا ثين مان (الرجل النحيف) في 1934 وسان فرانسيسكو عام 1936 وستة أفلام موسيقية شهيرة مع نيلسون إيدي وجانيت ماكدونالد. ترشّح مرتين لجائزة الأوسكار لأفضل مخرج عن فيلم ذا ثين مان وفيلم سان فرانسيسكو وقاد أربعة ممثلين إلى ترشيحات للأوسكار: ويليام باول، وسبنسر تريسي، ونورما شيرر، وروبرت مورلي. اشتُهر بصفته صانع أفلام موثوقًا به يصنع أفلامه وفقًا للجدول الزمني المحدد وفي إطار الميزانية، وعُرف بلقب «وودي صاحب اللقطة الواحدة» لأسلوبه السريع والفعال في التصوير.

## نشأته
وُلد وودبريدج سترونغ فان دايك الثاني في 21 مارس عام 1889 في سان دييغو بولاية كاليفورنيا. كان والده قاضيًا في المحكمة العليا وتوفّي في اليوم الذي ولد فيه ابنه. عادت والدته لورا وينستون إلى حياتها المهنية السابقة في التمثيل. بصفته ممثلًا طفلًا، ظهر فان دايك مع والدته في جولة الفودفيل مع الفرق المسرحية المسافرة. سافروا إلى الساحل الغربي وإلى الغرب الأوسط الأمريكي. عندما كان عمره خمس سنوات، ظهر في دار الأوبرا الكبرى في سان فرانسيسكو في بلايند غيرل. يقول في وقت لاحق عن تجربته غير العادية في التعليم:
أظن أنني ذهبت إلى المدرسة في كل ولاية في الاتحاد. كلما توقفت الفرقة لفترة كافية في أي مدينة عدت إلى مقاعد الدراسة. أما في ما تبقّى من الوقت، فقد علمتني أمي.
عندما كان فان دايك في الرابعة عشرة من عمره، انتقل إلى سياتل للعيش مع جدته. في أثناء التحاقه بمدرسة إدارة الأعمال، عمل في العديد من الوظائف بدوام جزئي، بما فيها بوابًا، ونادلًا، وبائعًا، ومضيف قطار. كانت سنوات الرشد الأولى لفان دايك غير مستقرة، وتنقّل بين الوظائف. في عام 1909، تزوج من الممثلة زيلدا آشفورد، وانضم الاثنان إلى العديد من الفرق المسرحية المتجولة، إلى حين وصولهما أخيرًا إلى هوليوود في عام 1915.

## حياته المهنية
في عام 1915، وجد فان دايك عملًا ليكون مساعدًا للمخرج ديفيد غريفيث في فيلم ذا بيرث أوف أ نيشن (ولادة أمة). في العام التالي، كان مساعدًا للمخرج غريفيث في إنتوليرنس. في العام نفسه، عمل مساعدًا للمخرج جيمس يونغ في فيلم أنبروتيكتيد (1916)، وذا لاش (1916)، والفيلم المفقود أوليفر تويست الذي لعب فيه أيضًا دور تشارلز ديكنز.
في عام 1917، أخرج فان دايك فيلمه الأول ذا لاند أوف لونغ شادوز في استوديوهات إساناي. في العام نفسه، أخرج خمسة أفلام أخرى: ذا رينج بوس، وأوبن بليسيز، ومين أوف ذا ديزرت، وغيفت أوف غاب، وسادي غوز تو هيفن. في عام 1927، سافر إلى تاكوما لإخراج فيلمين صامتين لشركة إتش. سي. ويفر برودكشنز الجديدة: آيز أوف ذا توتم وذا هارت أوف ذا يوكون (يُعد الفيلم الثاني فيلمًا مفقودًا).
أتقن فان دايك مهنته خلال الحقبة الصامتة، ومع ظهور الأفلام الناطقة، كان أحد مخرجي إم جي إم الأكثر موثوقية. أصبح معروفًا باسم «وودي صاحب اللقطة الواحدة» أو «فان دايك صاحب اللقطة الواحدة»، وذلك لسرعته التي ينجز بها مهامه. اعتبرته إم جي إم واحدًا من المخرجين الأكثر تنوعًا، إذ أخرج الدراما التاريخية، والغرب الأمريكي، والكوميديا، وميلودراما الجريمة، والأفلام الموسيقية.
حصدت العديد من أفلامه نجاحات ضخمة وحققت أعلى المبيعات على شباك التذاكر في أي سنة من السنوات. ترشّح لجائزة الأوسكار لأفضل مخرج عن ذا ثين مان (1934) وسان فرانسيسكو (1936). أخرج أيضًا فيلم إسكيمو الكلاسيكي الفائز بجائزة الأوسكار (المعروف أيضًا باسم مالا ذا ماغنيفيسنت) الذي لعب فيه دورًا تمثيليًا بارزًا.
تشمل أفلامه الأخرى مغامرة الجزيرة وايت شادوز إن ذا ساوث سيز (ظلال بيضاء في البحار الجنوبية) (1928)؛ ومتابعته ذا بيغن (1929)؛ وتريدر هورن (التاجر هورن) (1931)، الذي صُوِّر بالكامل تقريبًا في أفريقيا؛ وطرزان ذي إيب مان (1932)؛ ومانهاتن ميلودراما (ميلودراما مانهاتن) (1934)؛ وماري أنطوانيت (1938). ومع ذلك، ذاع صيته لتوجيه ميرنا لوي وويليام باول في أفلام ثين مان الأربعة: ذا ثين مان (1934)، وآفتر ذا ثين مان (1936)، وأناذر ثين مان (1939)، وشادوز أوف ذا ثين مان (1941)؛ وتوجيه جانيت ماكدونالد ونيلسون إيدي في ستة من أعظم أعمالهم الناجحة، نوتي مارييتا (مارييتا الشقية) (1935)، وروز ماري (1936)، وسويتهارتس (1938)، ونيو مون (1940) (لم يُذكر اسمه لأن روبرت ز. ليونارد استحوذ على تصوير الفيلم في منتصفه)، وبيتر سويت (1940)، وآي ماريد أن آنجل (1942).

## وصلات خارجية
- دبليو. إس. فان دايك على موقع IMDb (الإنجليزية)
- دبليو. إس. فان دايك على موقع الموسوعة البريطانية (الإنجليزية)
- دبليو. إس. فان دايك على موقع ألو سيني (الفرنسية)
- دبليو. إس. فان دايك على موقع تيرنر كلاسيك موفيز (الإنجليزية)
- دبليو. إس. فان دايك على موقع أول موفي (الإنجليزية)
- دبليو. إس. فان دايك على موقع قاعدة بيانات الأفلام السويدية (السويدية)
- دبليو. إس. فان دايك على موقع إن إن دي بي (الإنجليزية)
- دبليو. إس. فان دايك على موقع قاعدة بيانات الفيلم (الإنجليزية)
- دبليو. إس. فان دايك على موقع كينوبويسك (الروسية)

- دبليو. إس. فان دايك على موقع فايند أغريف